# Villetta Di Negro
Villetta Di Negro, o Villetta Dinegro, è un parco pubblico di Genova. È situato nella zona più orientale del sestiere della Maddalena, a poca distanza dalla centrale piazza Corvetto e a poche decine di metri dal Palazzo del Governo, il cui ingresso è posto su via Roma.
Villetta Di Negro si sviluppa lungo una serie di viali che salgono lungo i lati di una collinetta, dalla cui cima è possibile ammirare il centro della città. Ospita al suo interno il Museo d'Arte Orientale intitolato a Edoardo Chiossone.
Dal 1934 l'intero complesso è sottoposto a vincolo di tutela da parte della soprintendenza.

## Storia

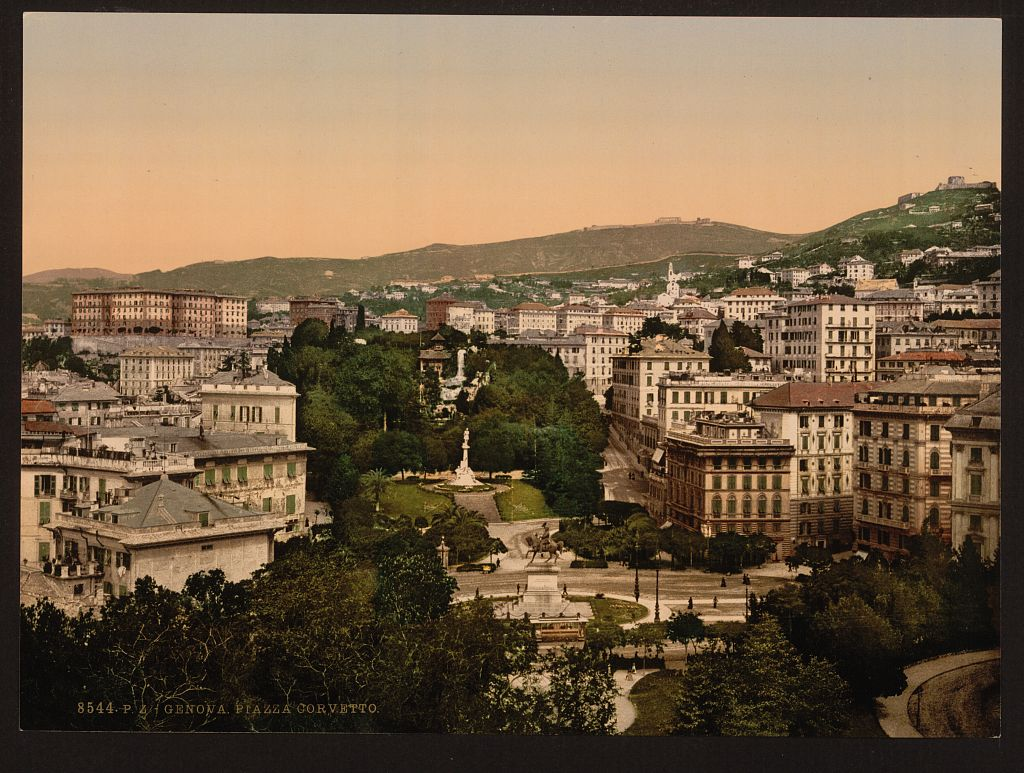
Villetta di Negro e piazza Corvetto viste dall'antistante Acquasola alla fine dell'Ottocento

L'area sopraelevata dove sorgono la villa e il parco era in origine occupata dalle mura di Genova, poste a difesa della città, precisamente presso l'ex bastione di Santa Caterina. Venute meno le esigenze militari, nel 1785 il terreno fu acquistato da Ippolito Durazzo che vi installò un orto botanico. Nel 1802 Gian Carlo Di Negro acquistò l'area impegnandosi, in cambio, a fondare una scuola di botanica, la cui direzione fu affidata a Domenico Viviani, e che venne trasferita poi l'anno successivo. Nello stesso anno, Di Negro affidò il progetto di costruzione della propria villa residenziale il celebre architetto Carlo Barabino, che la realizzò fra il 1802 e il 1805.
Sempre di Barabino fu il progetto per l'antistante spianata dell'Acquasola (1821-1826), che univa idealmente la collina della villetta con la spianata, presto divenuta luogo di passeggiate, ristoro, e intrattenimento (col suo celebre Teatro diurno) per la cittadinanza.
La Villa Di Negro, caratterizzata da una grande varietà botanica e da intrecciati viali e belvedere, fu impreziosita dalla collezione di reperti classici del marchese, il quale fece poi installare nei viali una collezione di busti di genovesi illustri. Per i successivi cinquantanni, sino alla morte del marchese, la villa fu un vivo cenacolo intellettuale e artistico, e vide fra gli ospiti Canova, Manzoni, Byron, Stendhal, Paganini.
La famiglia tenne la villa e il parco in proprietà sino al 1863, quando fu ceduta al comune di Genova, che destinò il complesso a parco pubblico a uso della cittadinanza. Fra il 1863 e il 1892 furono realizzate le grotte, la cascata - su progetto di Luigi Rovelli - e la dimora lignea del giardiniere. La villa, nei decenni successivi, fu asservita a differenti enti, tutti con vocazione museale: fra il 1873 e il 1912 fu Museo di storia naturale con annesso zoo; fra il 1912 e il 1928 fu Museo geologico; dal 1929 sino alla seconda guerra mondiale fu invece Museo archeologico ed etnografico.
Con il sopraggiungere del secondo conflitto mondiale, a partire dal 1934 iniziò la costruzione sotto la villa di un ampio bunker antiaereo, prima limitato, e poi ampliato sino a 160 metri di gallerie, dotate di camere e dispositivi per la filtrazione dell'aria. Il bunker era destinato a fungere da Prefettura provvisoria nel caso in cui il vicino palazzo fosse stato colpito, ma utilizzato poi anche dalla popolazione. La corrente elettrica, dotata di impianti ridondanti, in caso di blackout poteva essere prodotta anche da un sofisticato sistema di dinamo alimentate a pedali. Il bunker fu in servizio attivo almeno per un anno, fra il 1944 e il 1945, per le attività del Comitato provinciale di protezione antiaerea (CPPA) della prefettura, ma comunque in costante utilizzo durante l'intero conflitto.
Intanto, il 22 ottobre 1942, durante un bombardamento aereo degli Alleati su Genova, l'edificio della villa fu centrato e semidistrutto. Appena terminato il conflitto, già nel 1948 il comune dispose l'edificazione di una nuova struttura, in stile moderno, sulle rovine della villa. Nel nuovo edificio, seguendo la tradizionale vocazione museale iniziata nel 1873 e già prima con la scuola di botanica del 1802, fra il 1953 e il 1971 prese sede il Museo d'arte orientale "Edoardo Chiossone"
Nel 1985, durante l'evento culturale "Giappone Avanguardia del Futuro", il parco è stato sede dell'installazione artistica di Haruomi Hosono e di Studio Alchimia "I Suoni che abitano la Natura", durante la quale si è svolta una sonorizzazione ambientale con sculture dotate di luci e altoparlanti.
Il parco, di circa due ettari, è largamente inalterato, e caratterizzato da un'ampia varietà botanica, belvedere conservati dal progetto originale e delle modifiche tardo ottocentesche.
Nel piazzale antistante l'accesso al parco si trova una statua eretta in onore di Giuseppe Mazzini, grande genovese e padre della Patria.

## Galleria d'immagini

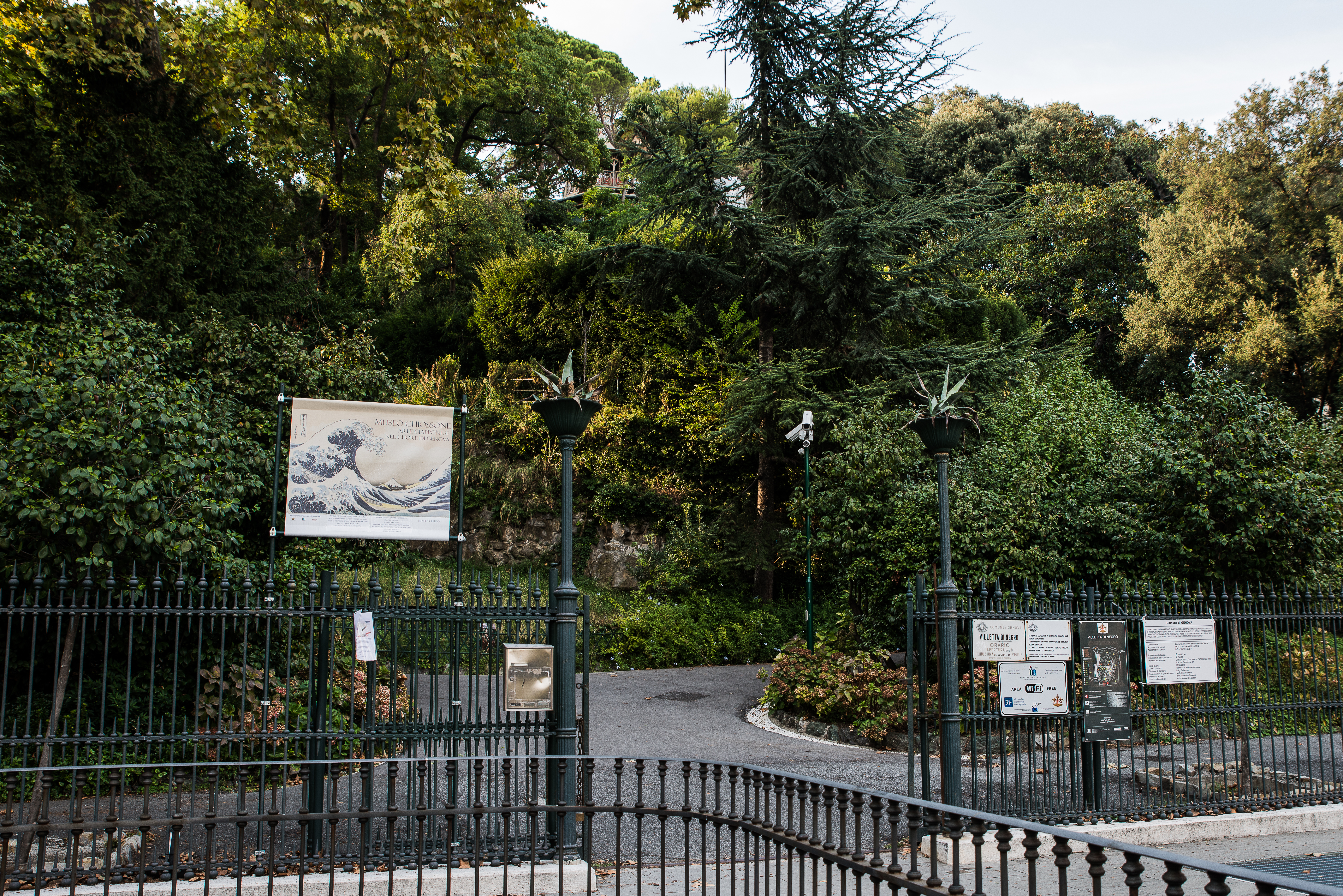
Uno dei cinque ingressi al parco
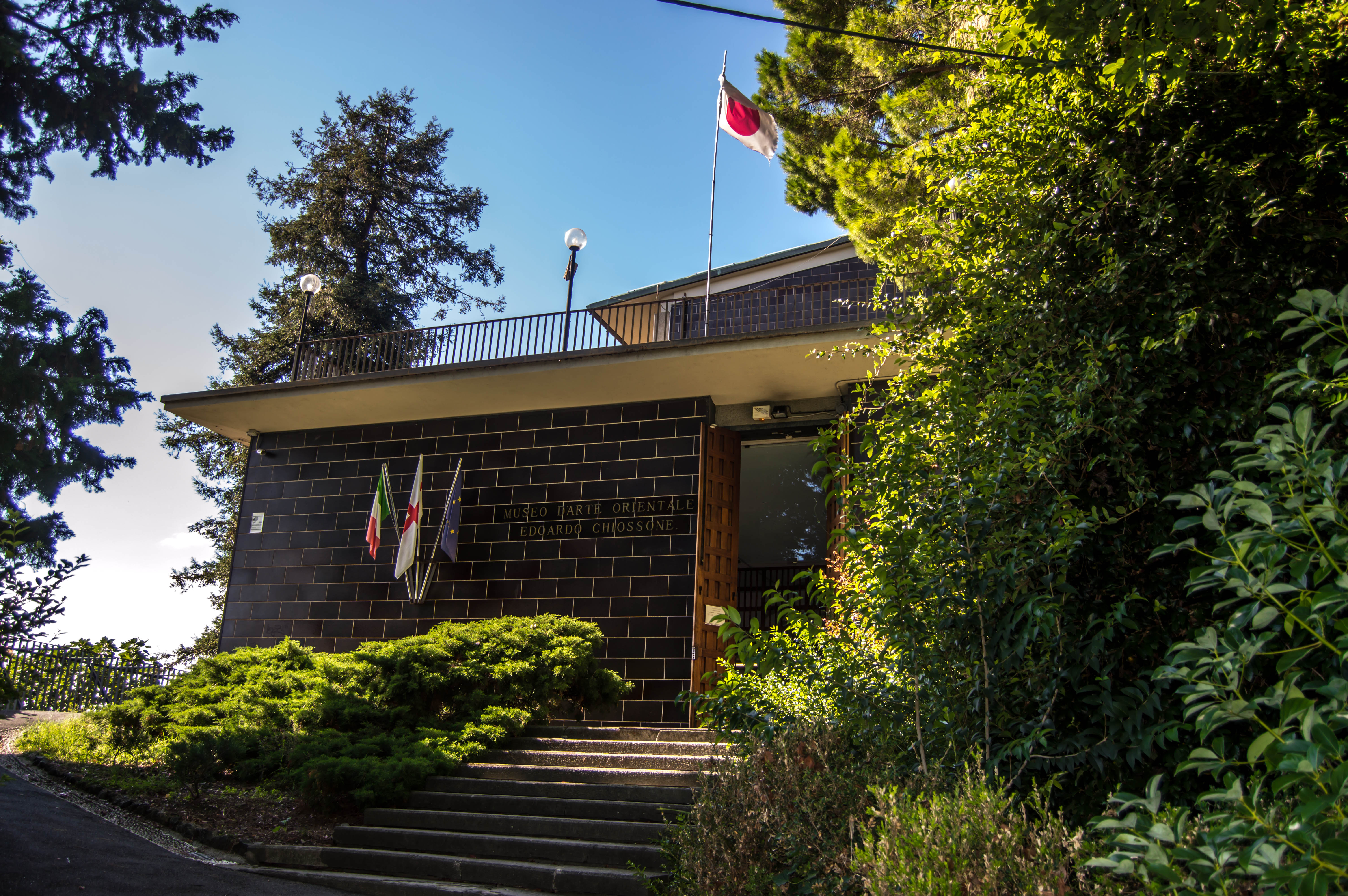
L'ingresso del Museo nella villetta Di Negro
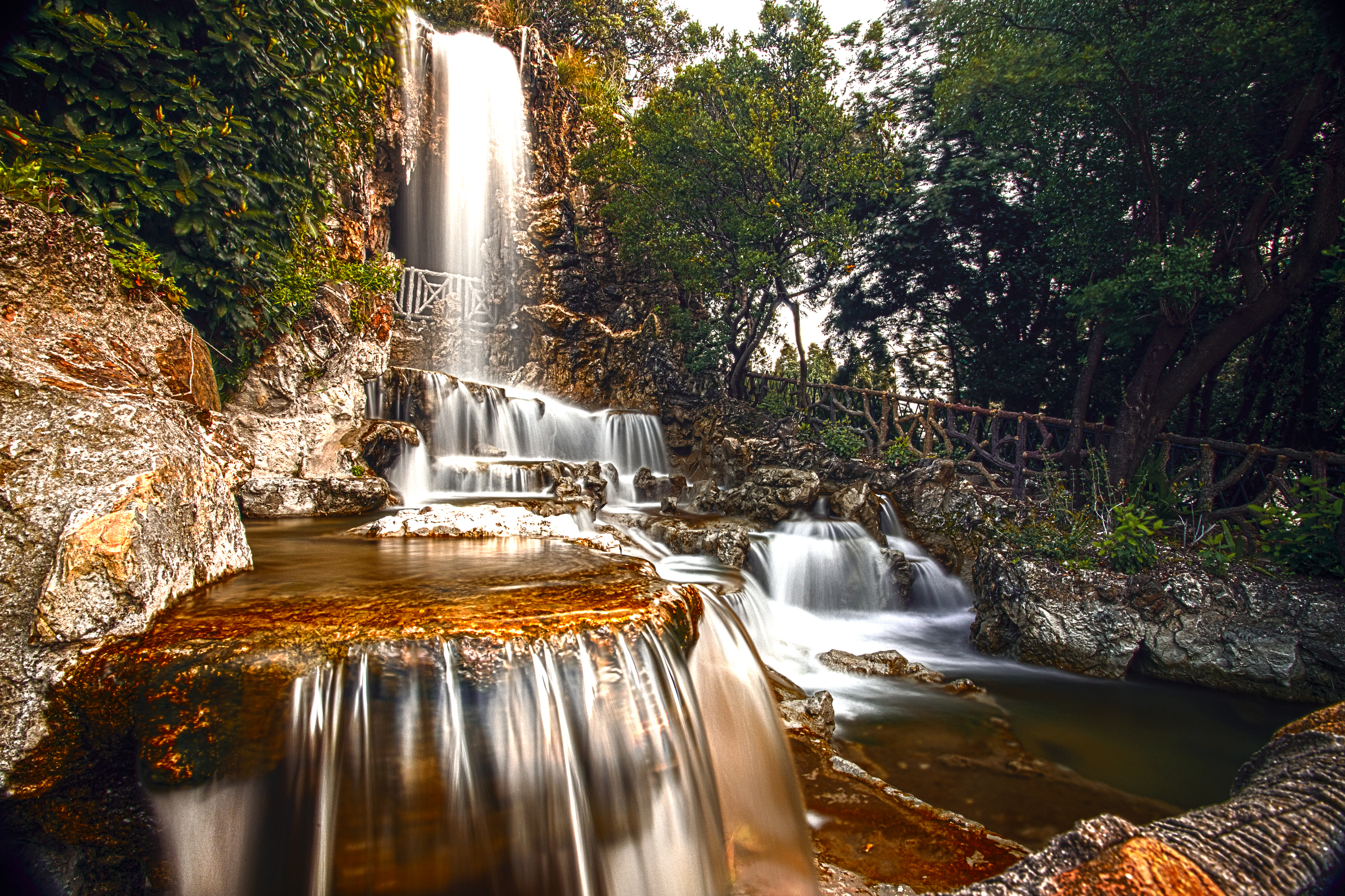
La cascata del parco, realizzata per Giancarlo Di Negro demolendo lo sperone orientale del bastione delle mura del Cinquecento
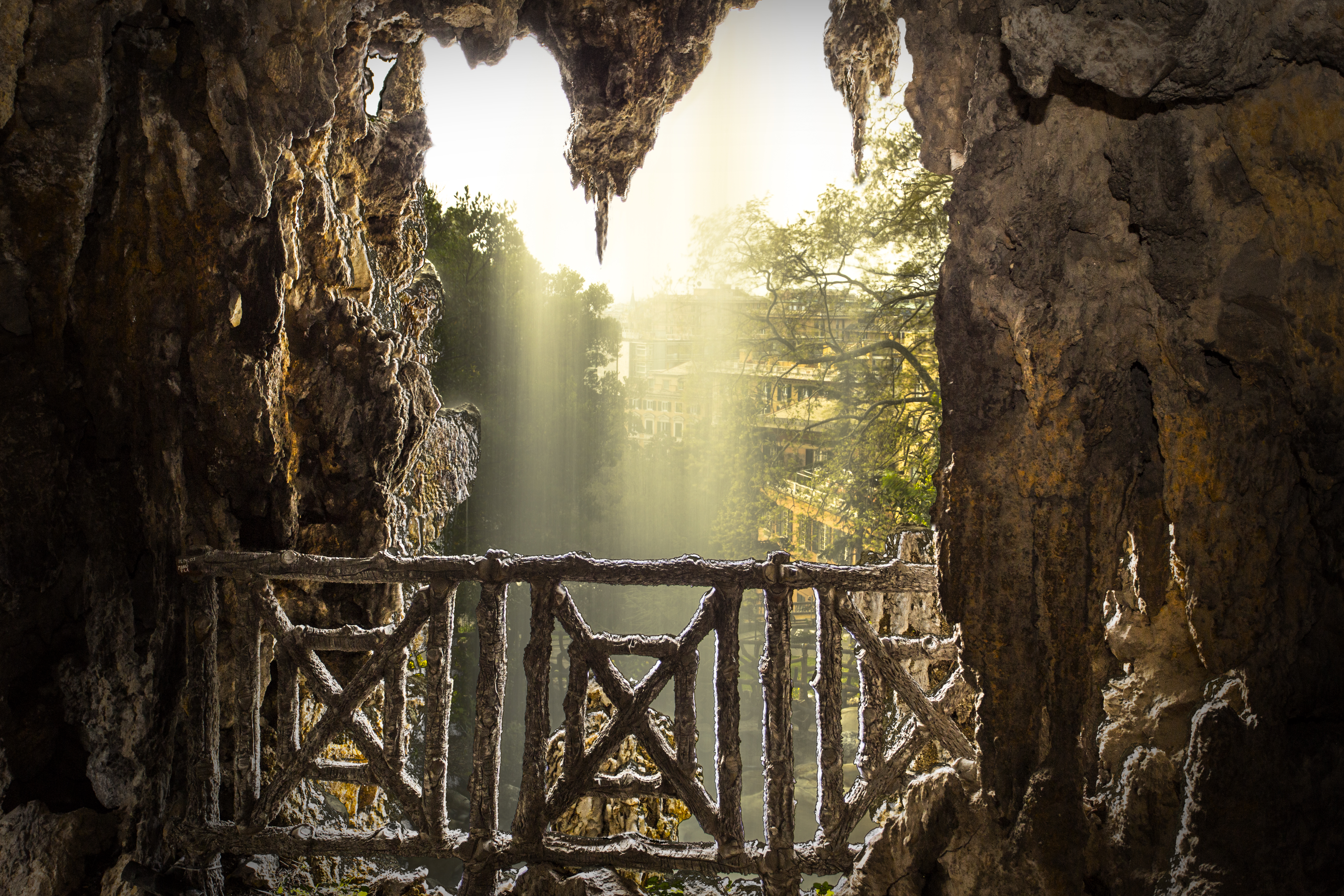
La cascata vista posterioremente, dal passaggio interno alle grotte
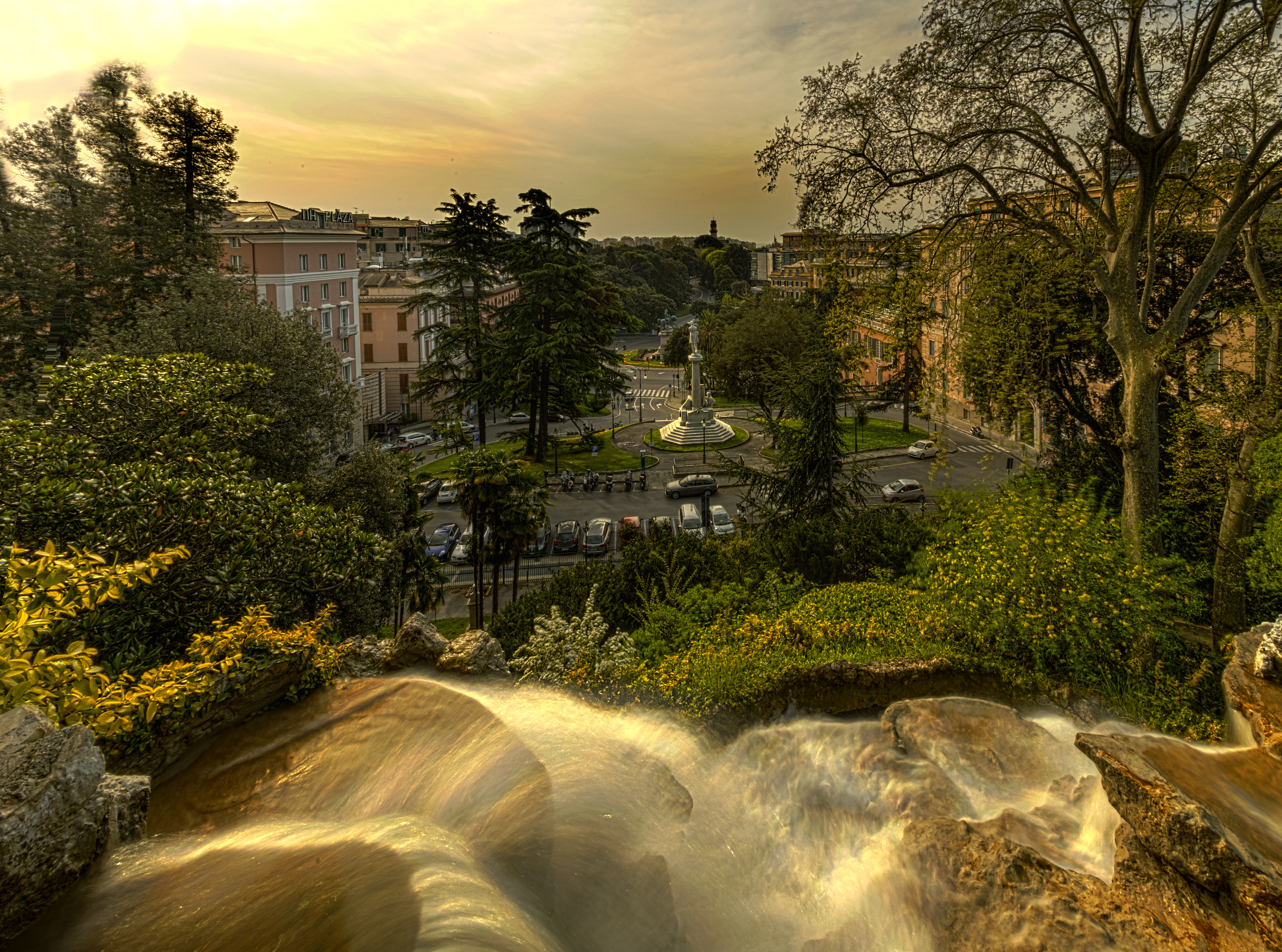
Scorcio di Piazza Corvetto dal belvedere della cascata
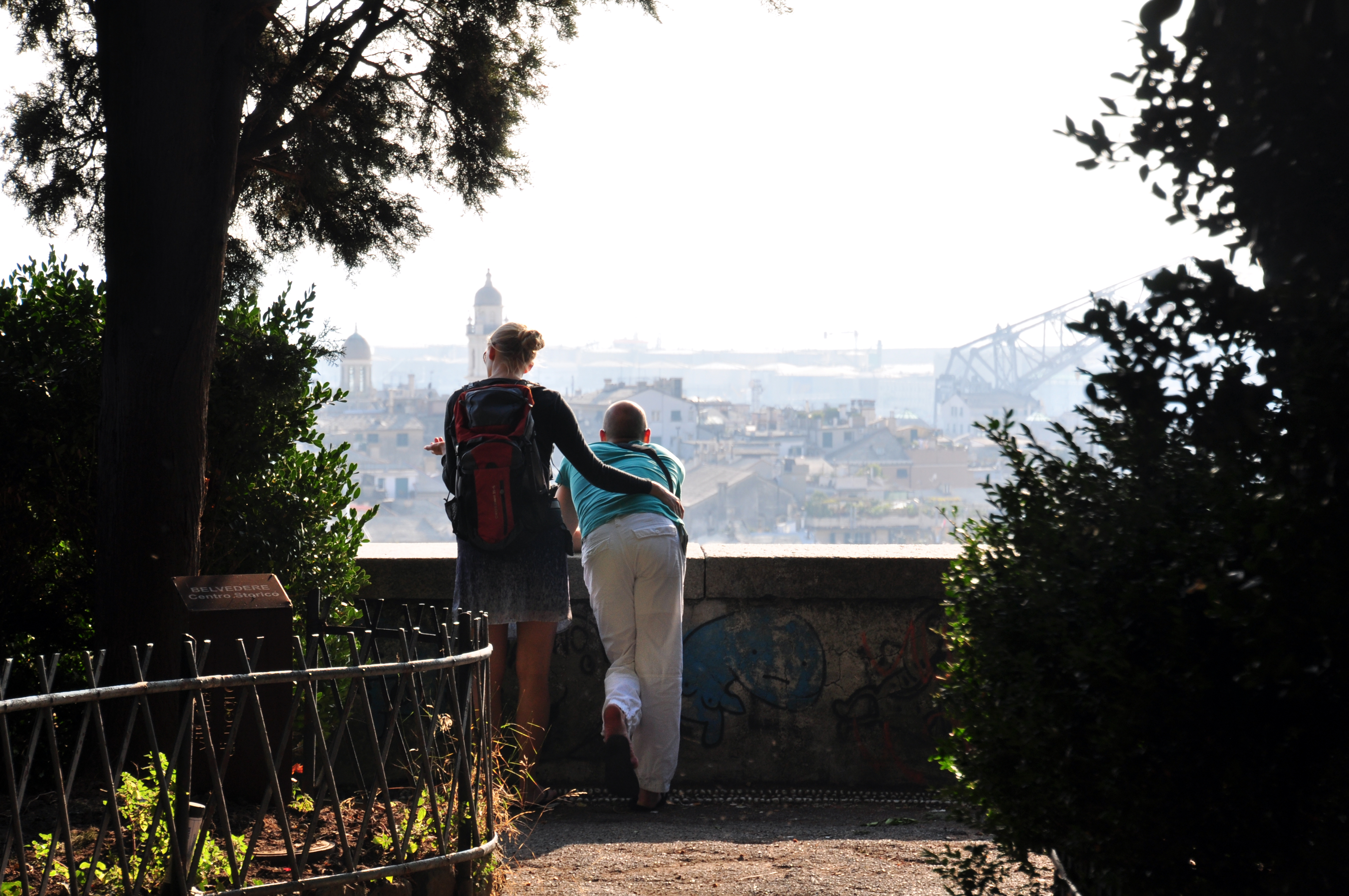
Uno dei belvedere del parco, in direzione del Porto antico
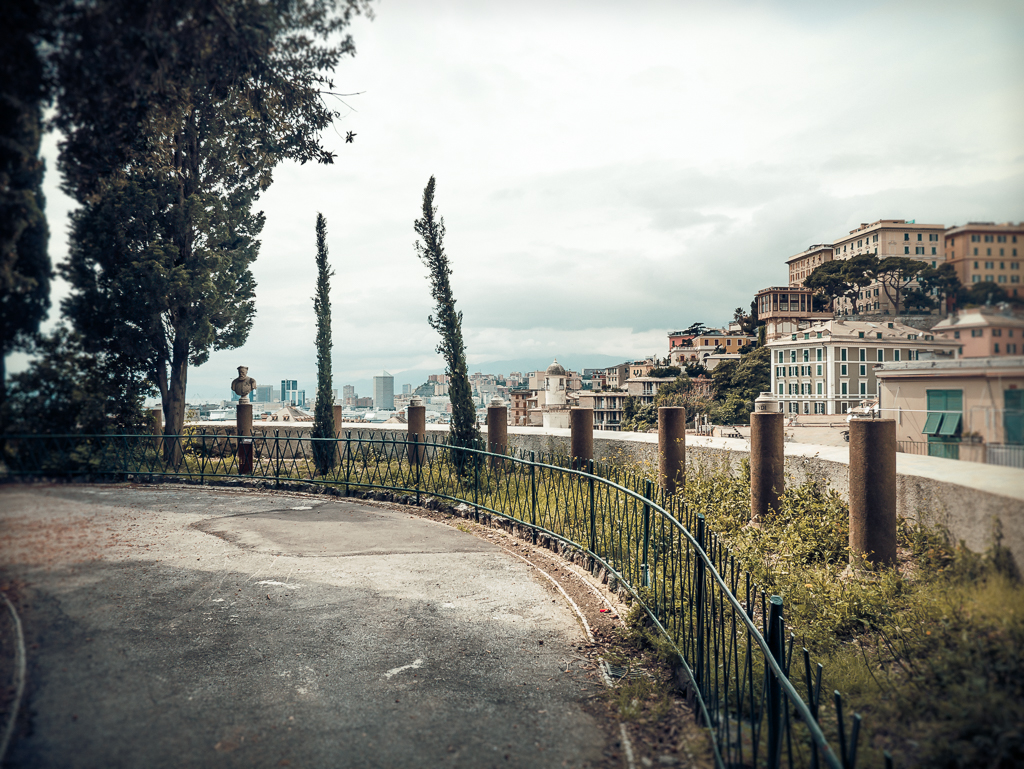
Il belvedere in direzione Castelletto
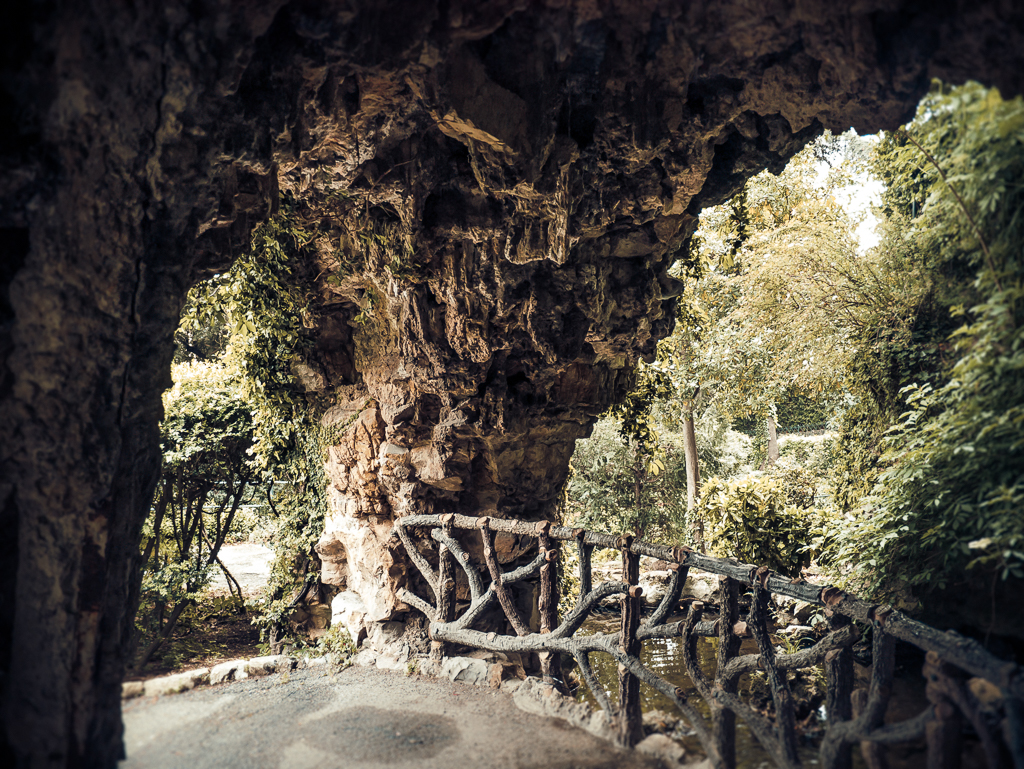
Uno dei viali fra le grotte
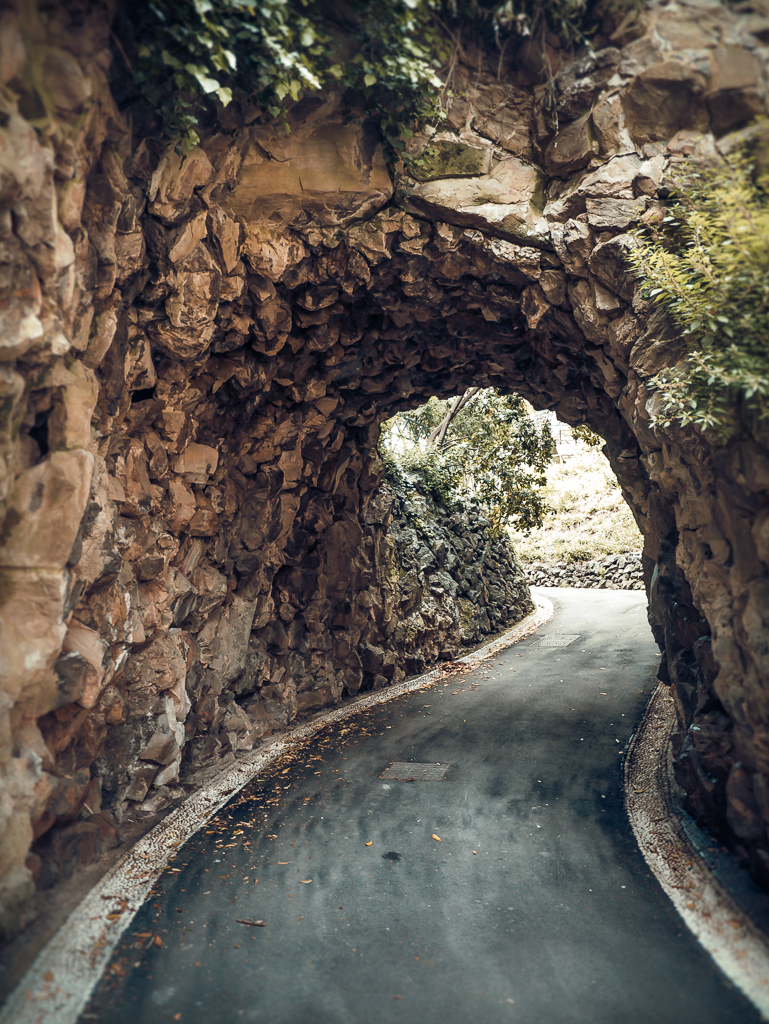
Dettaglio di un viale con volta a grotta
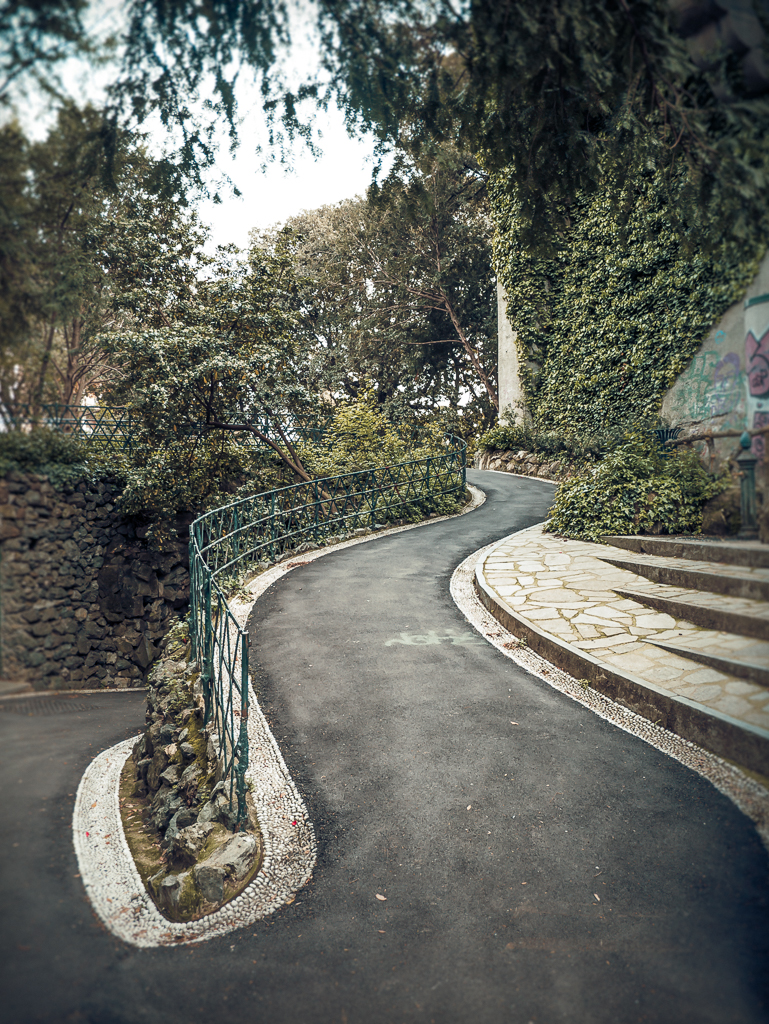
Particolare di uno dei viali interni
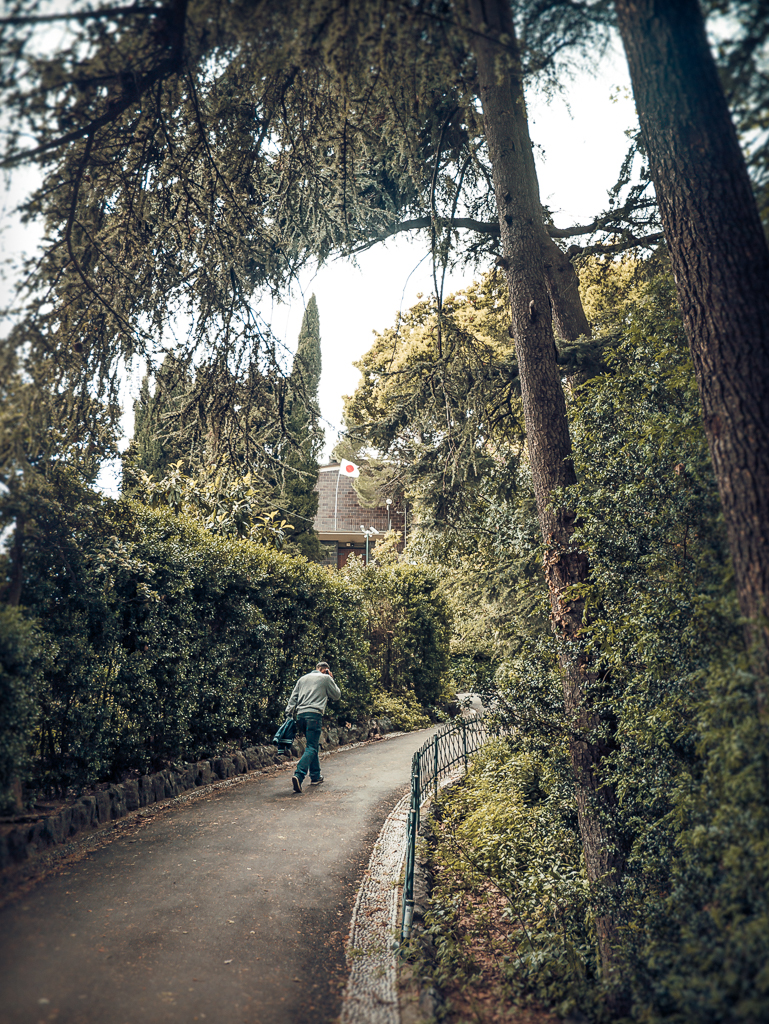
Dettaglio del parco con cipressi e altre essenze arboree sempreverdi
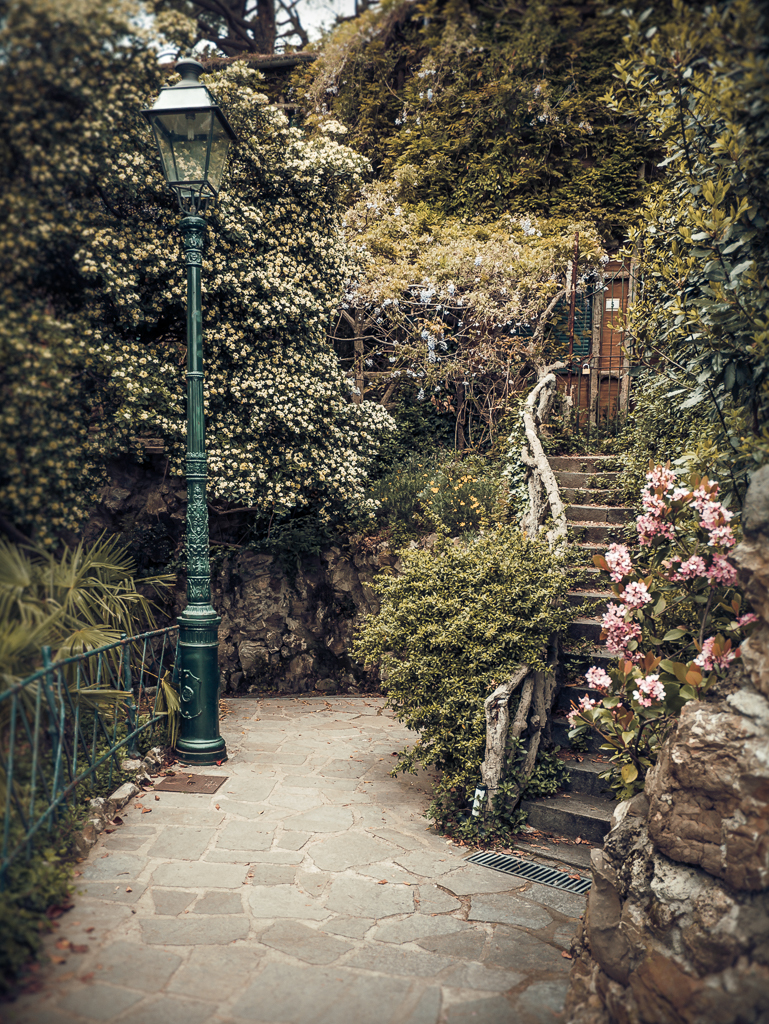
Un antico lampione con selciato lastricato e scala
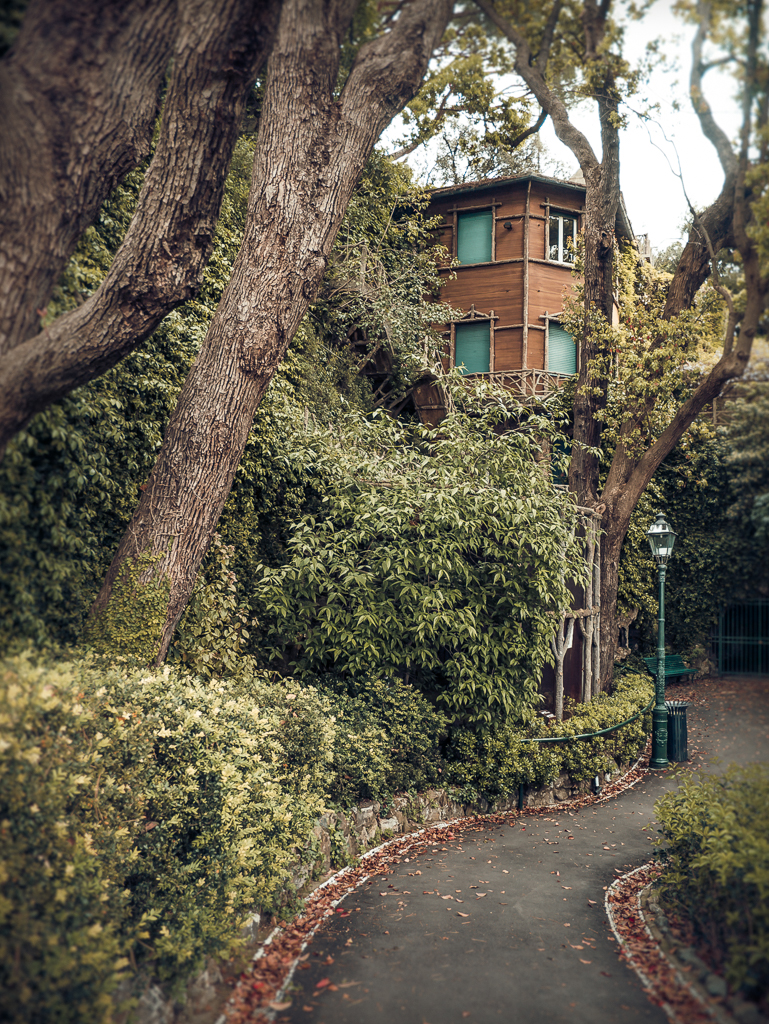
Particolare della casetta rustica
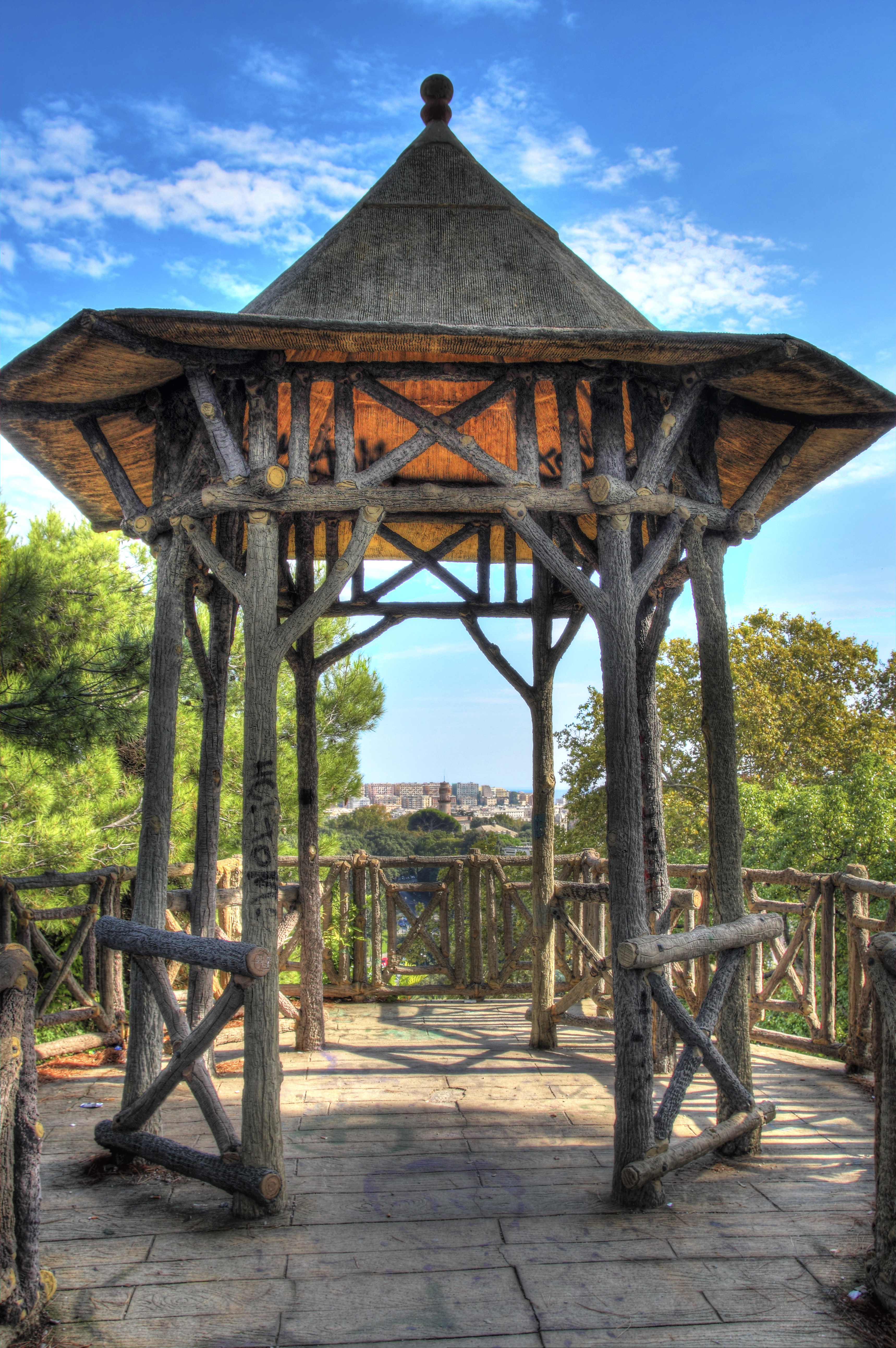
Il gazebo panoramico in stile orientale
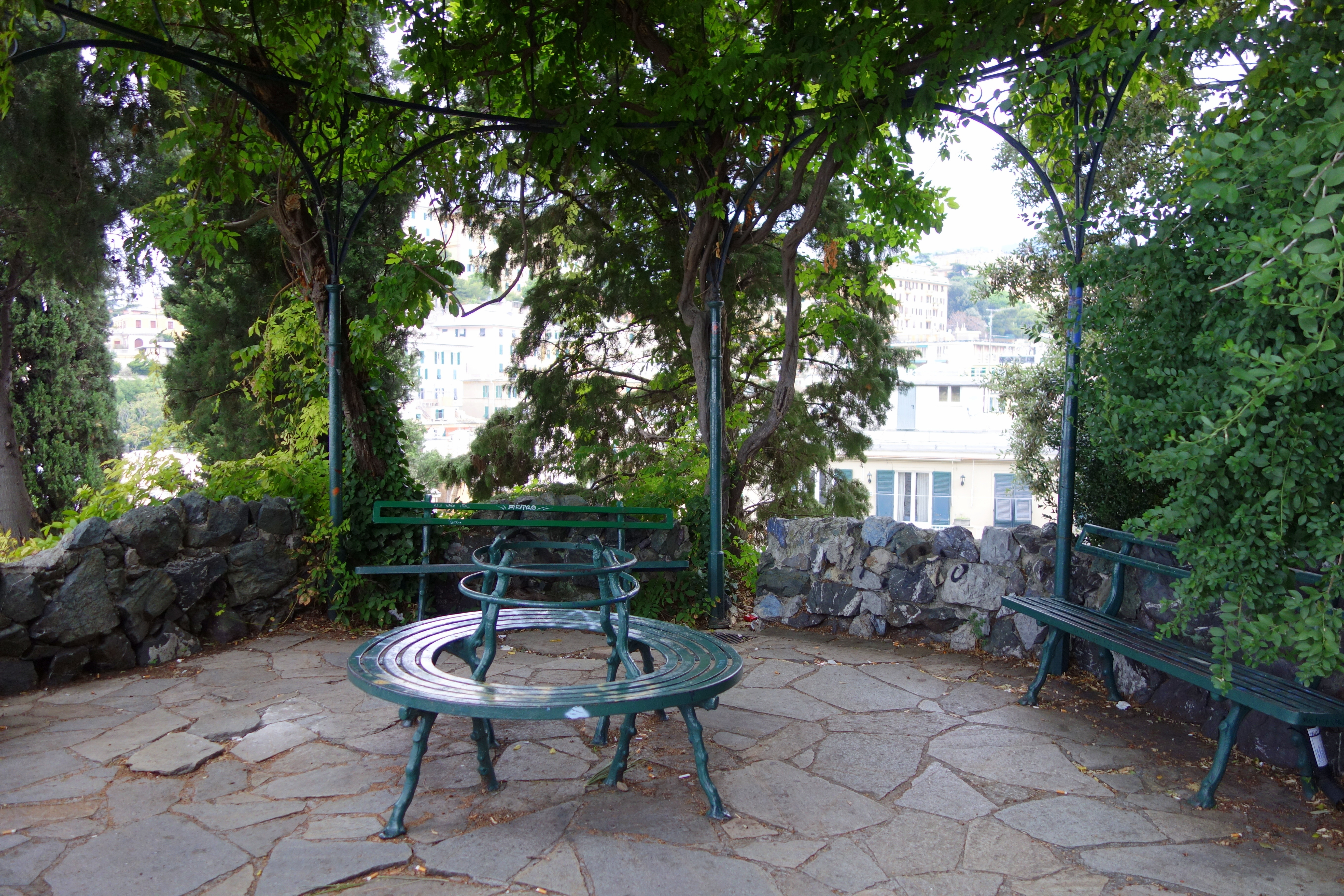
Una delle caratteristiche panchine in ferro battuto
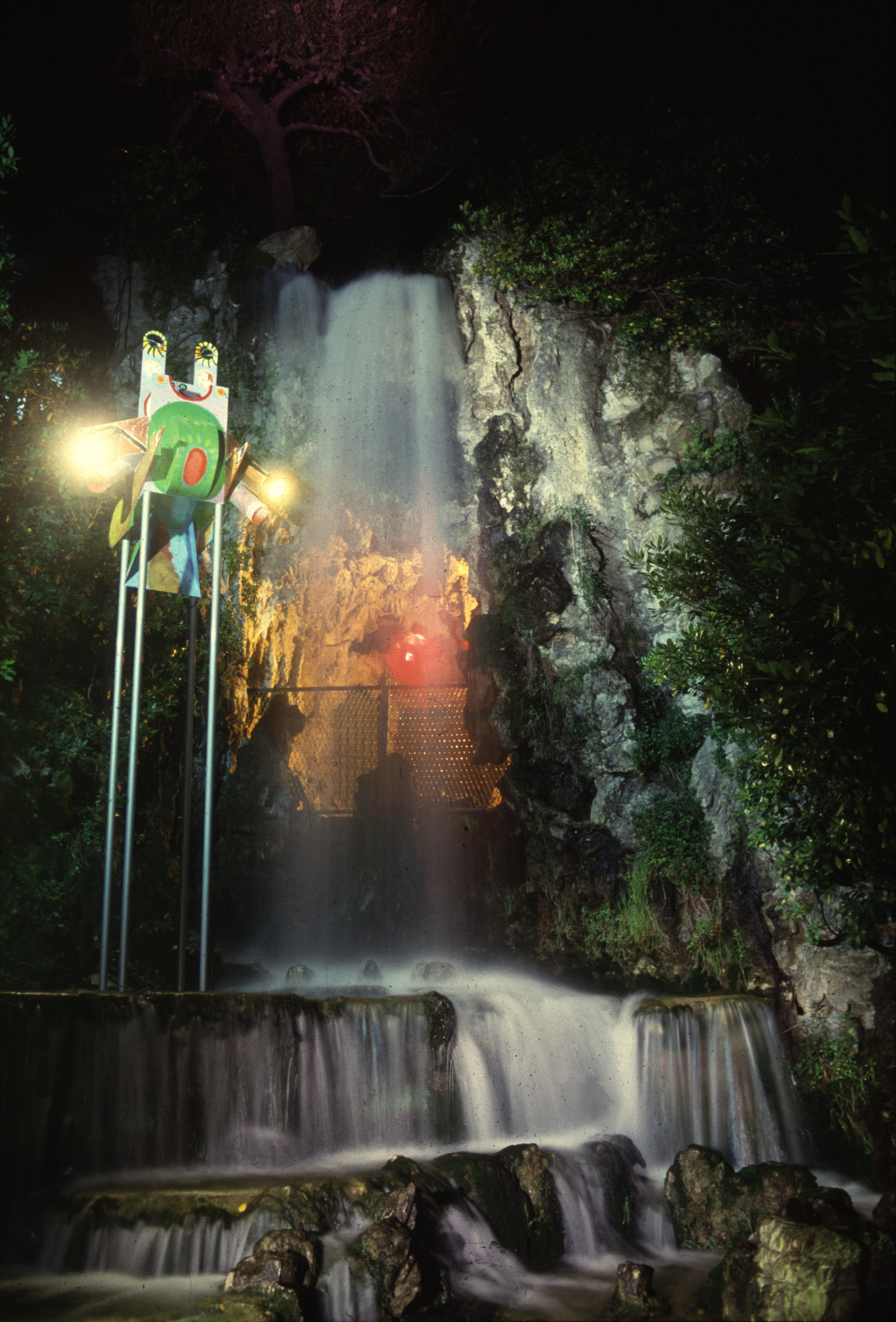
Una delle 13 sculture che nel 1985 furono dotate di luci e altoparlanti durante l'evento "Giappone Avanguardia del Futuro"